# 60 Wall Street
60 Wall Street is een wolkenkrabber aan Wall Street in New York. Tegenwoordig huisvest het gebouw het hoofdkantoor van de Amerikaanse afdeling van de Deutsche Bank.

## Historiek
Het gebouw werd gebouwd tussen 1987 en 1989 in postmodernistische stijl, naar een ontwerp van Kevin Roche John Dinkeloo & Associates. Het diende toentertijd als hoofdkantoor van J.P. Morgan & Co. (tegenwoordig JPMorgan Chase). Het gebouw heeft een kantooroppervlak van meer dan 160.000 m².

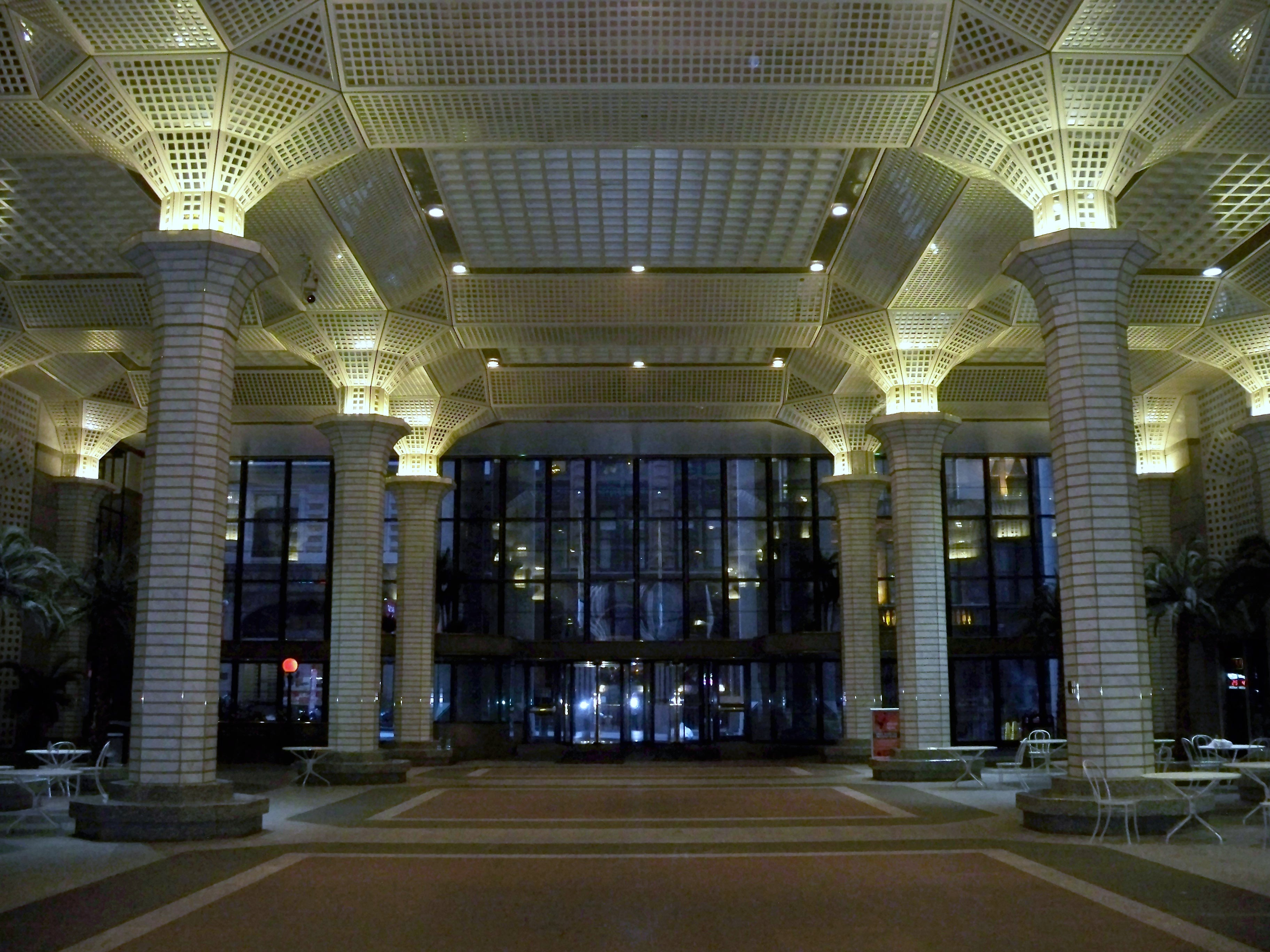
Hal van 60 Wall Street.

60 Wall Street werd in 2001 gekocht door de Deutsche Bank voor een bedrag van 600 miljoen dollar. Aangezien het Deutsche Bank Building op 130 Liberty Street beschadigd werd bij de aanslagen op 11 september 2001 en tussen 2007 en 2011 afgebroken werd, werden meer dan 4500 werknemers overgeplaatst naar 60 Wall Street. 
60 Wall Street wordt omringd door wolkenkrabbers die gebouwd zijn vóór de Tweede Wereldoorlog, zoals het American International Building en 20 Exchange Place en het neemt een prominente plaats in in de skyline van Lower Manhattan.